# Héctor Mendoza
Héctor Mendoza Franco (Apaseo el Grande, Guanajuato, 1932 - Ciudad de México, 29 de diciembre de 2010) fue un dramaturgo, director de teatro, catedrático y académico mexicano. Dirigió más de 76 puestas en escena y fue autor de más de 84 obras de teatro.

## Estudios
Hizo sus estudios primarios en la Ciudad de México. Cursó letras hispánicas en la Facultad de Filosofía y Letras de la Universidad Nacional Autónoma de México (UNAM) y estudió en la Escuela Nacional de Arte Teatral del Instituto Nacional de Bellas Artes (INBA). Debido al éxito de la puesta en escena su obra Las cosas simples, fue becado por el Centro Mexicano de Escritores, tuvo como condiscípulos a Emmanuel Carballo, Juan Rulfo, Ricardo Garibay y Luisa Josefina Hernández. En 1957 fue becado por la Fundación Rockefeller para estudiar dirección escénica en la Universidad de Yale y en el Actor's Studio, durante esta época tomó un curso de pantomima con Étienne Decroux y un seminario de dirección con el director de teatro panameño José Quintero.

## Profesor de teatro
Durante 40 años impartió clases en el Colegio de Literatura Dramática y Teatro de la Facultad de Filosofía y Letras de la UNAM, en donde coordinó y promovió un nuevo plan de estudios. Algunos de sus discípulos fueron los directores Germán Castillo y  Luis de Tavira, así como los actores Humberto Zurita, Germán Castillo, Blanca Guerra, Sergio Jiménez, Salma Hayek, Julissa, Margarita Sanz, Hernán Mendoza,  Luis Rábago, Angelina Pelaes,  Julieta Egurrola y Ofelia Medina entre otros. Fue coordinador del Teatro Estudiantil de la Dirección General de Difusión Cultural de la UNAM y del Departamento de Literatura Dramática y Teatro de la Factultad de Filosofía y Letras. Por otra parte, fue subdirector de los Servicios Coordinados de Radio, Televisión y Grabaciones de la Universidad en Radio Universidad. Fue profesor invitado en la Universidad de Texas e impartió clases en la Escuela Nacional de Arte Teatral del Instituto Nacional de Bellas Artes.

## Trayectoria profesional
En 1951 produjo su primera obra de teatro titulada Ahogados.  Después de haber sido becado por el Centro Nacional de Escritores, fue director de escena, en 1956, de los primeros cuatro programas del festival Poesía en voz alta en donde participaron Octavio Paz, Leonora Carrington, Juan Soriano y Juan José Arreola. Colaboró con Rosario Castellanos en la grabación de su disco En voz viva de México.  En 1960 fundó un grupo de experimentación teatral en la Casa del Lago. A lo largo de su trayectoria profesional desarrolló una metodología actoral inspirada en Denis Diderot y Konstantín Stanislavski la cual fue presentando a través de cuatro obras: Actuar o no, La guerra pedagógica, Creator principium y El burlador de Tirso, para terminar su propuesta teórica con el texto teatral de El mejor cazador que presentó en 2005. Ingresó como miembro de número a la Academia de Artes de México en 2006. La última obra que él mismo escribió y dirigió fue Resonancias la cual se estrenó en febrero de 2010. Trabajó en diversas ocasiones con sus hijos: el actor Hernán Mendoza y el músico y director escénico Rodrigo Mendoza.

### Puestas en escena
- La pesadilla o las costumbres de antaño de Manuel Eduardo de Gorostiza en 1945.
- Pascua de August Strindberg.
- Terror y miseria del Tercer Reich de Bertolt Brecht en 1960.
- Pedro Talonario de Antonio Mira de Amescua en 1961.
- Woyzeck de Georg Büchner en 1961.
- Don Gil de las calzas verdes de Tirso de Molina en 1966.
- La danza del urogallo múltiple de Luisa Josefina Hernández en 1971.
- Reso basada en textos de Eurípides y Homero, con la cual participó en el Festival de Belgrado y posteriormente presentó en Praga, en 1974.
- Vámonos a la guerra basada en El oficial reclutador (The Recruiting Officer) de George Farquhar en 1978.
- La verdad sospechosa de Juan Ruiz de Alarcón en 1984.
- La amistad castigada de Juan Ruiz de Alarcón en 1994.

### Obras teatrales de su autoría
- Ahogados (1951).
- Las cosas simples (1953).
- La Camelia.
- Salpícame de amor.
- Los asesinos ciegos.
- Noches islámicas (1982).
- Las gallinas matemáticas.
- Noche decisiva en la vida sentimental de Eva Iriarte.
- In Memoriam (1975), basada en textos de Manuel Acuña.
- ¿Y con Nausístrata qué? (1978)
- La historia de la aviación (1979)
- Hamlet, por ejemplo (1983)
- Secretos de familia (1991)
- Creator principium (1995)
- Sursum corda (2007)
- Resonancias (2010)
- Amacalone (2013)
- Horror al matrimonio

## Premios y distinciones
- Premio “Juan Ruiz de Alarcón” por su obra Las cosas simples en 1953.
- Premio de El Heraldo de México por la producción teatral de Don Gil de las calzas verdes, de Tirso de Molina, en 1966.
- Creador Emérito por el Sistema Nacional de Creadores de Arte (FONCA) del Consejo Nacional para la Cultura y las Artes (Conaculta) en 1993.
- Premio Nacional de Ciencias y Artes en el área de Bellas Artes otorgado por la Secretaría de Educación Pública en 1994.
- Homenaje en la Sala Manuel M. Ponce del Palacio de Bellas Artes en 1994.
- Reconocimiento a su trayectoria durante el XIII Festival Internacional de Teatro Hispano, en Miami, en 1998.
- Miembro de número de la Academia de Artes de México desde 2006.
- Premio Universidad Nacional en el área de Docencia en Artes por la Universidad Nacional Autónoma de México en 2007.[7]

- Inauguración del foro Amacalone en su honor el 10 de julio de 2013.